# Ózdi kistérség
Az Ózdi kistérség egy kistérség volt Borsod-Abaúj-Zemplén megyében, központja Ózd volt. 2014-ben az összes többi kistérséggel együtt megszűnt.

## Települései
| Arló          | Bánréve     | Borsodbóta  | Borsodnádasd | Borsodszentgyörgy |
| Bükkmogyorósd | Csernely    | Csokvaomány | Domaháza     | Dubicsány         |
| Farkaslyuk    | Gömörszőlős | Hangony     | Hét          | Járdánháza        |
| Kelemér       | Királd      | Kissikátor  | Lénárddaróc  | Nekézseny         |
| Ózd           | Putnok      | Sajómercse  | Sajónémeti   | Sajópüspöki       |
| Sajóvelezd    | Sáta        | Serényfalva | Uppony       |                   |

## Fekvése
Az Észak-magyarországi régióhoz tartozott, Borsod-Abaúj-Zemplén megye nyugati részén, északról Szlovákia határa, nyugatról egy részen Nógrád megye, délről Heves megye, keletről pedig a Kazincbarcikai kistérség határolta.
A települések jellemzően a völgyekben fekszenek.
A térség legnagyobb folyóvize a Sajó, ebbe torkollik a Hangony-patak, melynek völgyében található a kistérség központja: Ózd városa. Ózdtól nyugatra húzódik az Ózdi-dombvidék, a várostól délre pedig a Hegyhát található, majd az egyedülálló természeti szépségeket rejtő Upponyi-hegység. A Hegyhát völgyeiben a Csernely-patak folyik végig, ez a patak táplálja a Lázbérci-víztározót. A Sajó bal oldalán a Putnoki-dombság helyezkedik el.

## Területe
Az Ózdi kistérség 548,39 km² területen helyezkedett el. A Bükk hegység és a szlovák határ között medence jellegű dombságok alakultak ki. A Sajó-völgye teraszos jellegű, 150-200 méteres átlagos tengerszint feletti magasságban fekszik, a Putnoki-dombság pedig 200-300 méteren. A dombság felszínét agyagos, homokos üledék fedi, miocén rétegeiben jelentős barnaszén található. Az Ózdi-dombvidék Borsodnádasd, Arló és Domaháza közötti területe része a Tarnamenti Tájvédelmi Körzetnek. Felszíne fiatal tengeri üledék, agyag, agyagmárga, homokkő, miocén széntelepes rétegek és miocén vulkáni tufa. A felszínt suvadásos formák is gazdagítják.

## Története
Már az őskorban is lakott volt a terület. Az Upponyi-hegység barlangjaiból kőpengék kerültek elő. Ózd határában urnákat találtak. A honfoglalásról nem maradt fenn írásos emlék, később Anonymus krónikájában olvashatunk ennek a területnek az elfoglalásáról. A vármegye-rendszer kialakítása a térséget közigazgatásilag két részre osztotta. Északon a Hangony-patak és a Sajó bal parti részét Gömör, a déli részt pedig Borsod vármegyéhez sorolták be. Az egyházi területek korán kialakultak. Sajópüspöki már a vármegye kialakítása idején is egyházi birtok volt. Kilit egri püspök 1232-ben behozta a ciszterci rendet. Megalapította a bélháromkúti apátságot, s nekik ajándékozta mindazokat a községeket, amelyeket a várbirtok közül megszerzett. Ezek között volt Királd és Sajómercse is. A települések a 12. századra kialakultak, nevükkel azonban írásos formában csak a 13. században találkozhatunk először. Legtöbbjüket a Váradi regestrum szövegeiben lelhetjük fel. 1241-ben a muhi csata után a tatárok feldúlták a Sajó-völgy falvait, sok el is néptelenedett. A tatárok elvonulása után népesültek be újra. A 15. század közepén huszita csapatok szállták meg a térség nagy részét. Több erősséget megszálltak, néhányat építettek is. A fiatal Mátyás király röviddel trónra lépése után űzte ki a huszitákat a térségből és az országból is. A török az 1550-es évek közepén feldúlta a vidéket, majd a 150 éves uralmuk alatt szinte teljesen elnéptelenedett a környék. A térségben nem nyert teret a reformáció, kevés a református község. Az első világháborút lezáró trianoni békeszerződés újabb csapást okozott. Gömör és Kis-Hont vármegye nagy része Csehszlovákiához került. 21 település maradt Magyarország területén, majd az 1922-es határkiigazítással 22 lett. Susa község ekkor került vissza Magyarországhoz. A 19. századi iparosodással egy új korszak vette kezdetét. Megindult a szénbányászat és a vaskohászat. Putnok mellett Ózd és Borsodnádasd is várossá lett.

## Nevezetességei

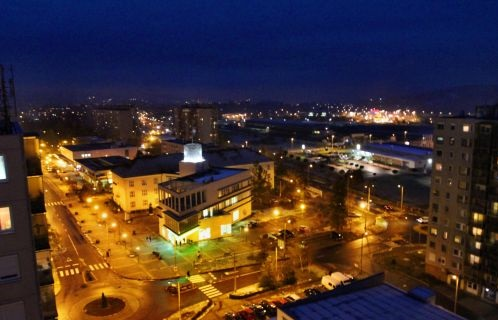
Ózdi római katolikus templom

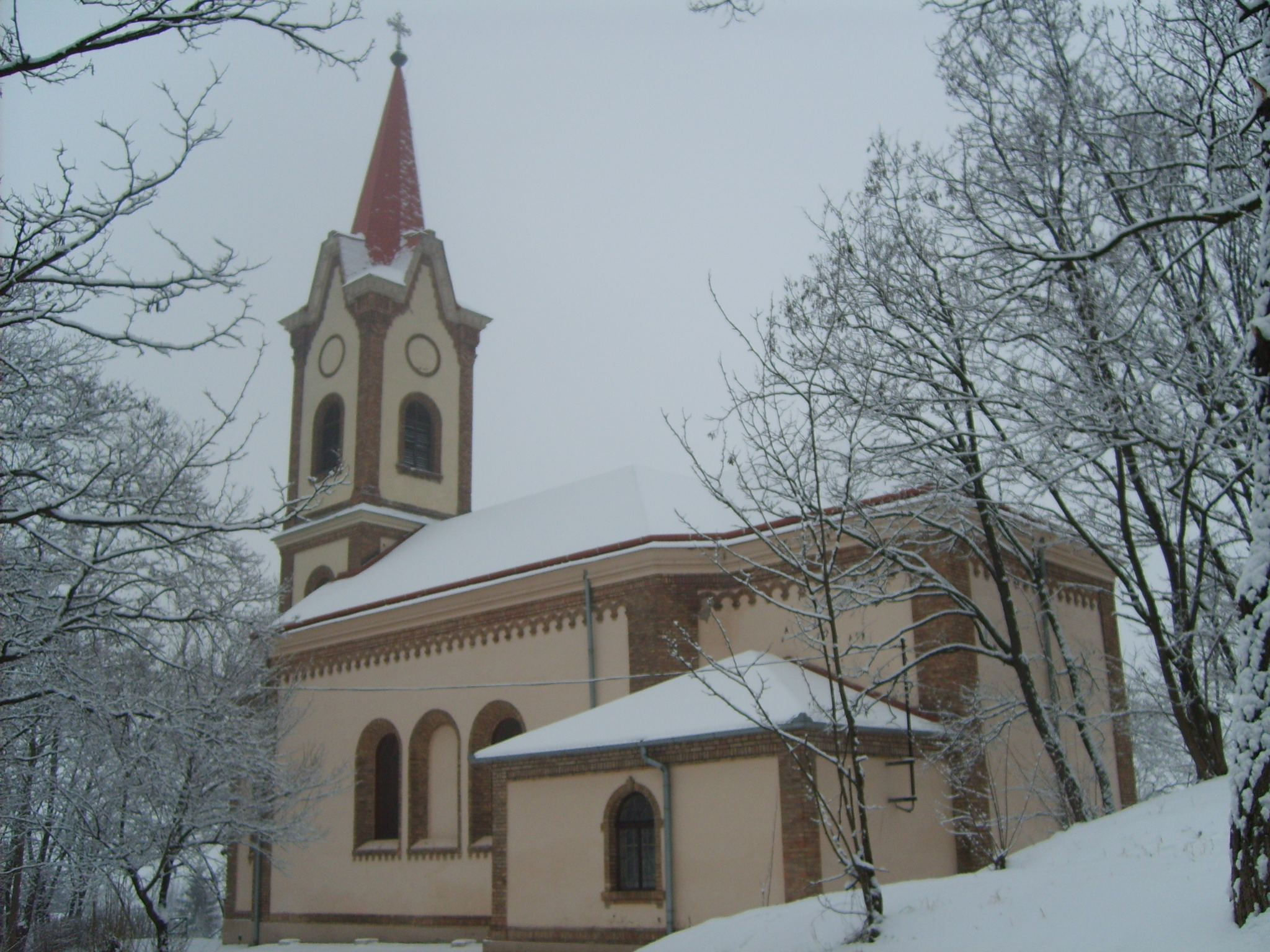
Sajónémeti római katolikus templom

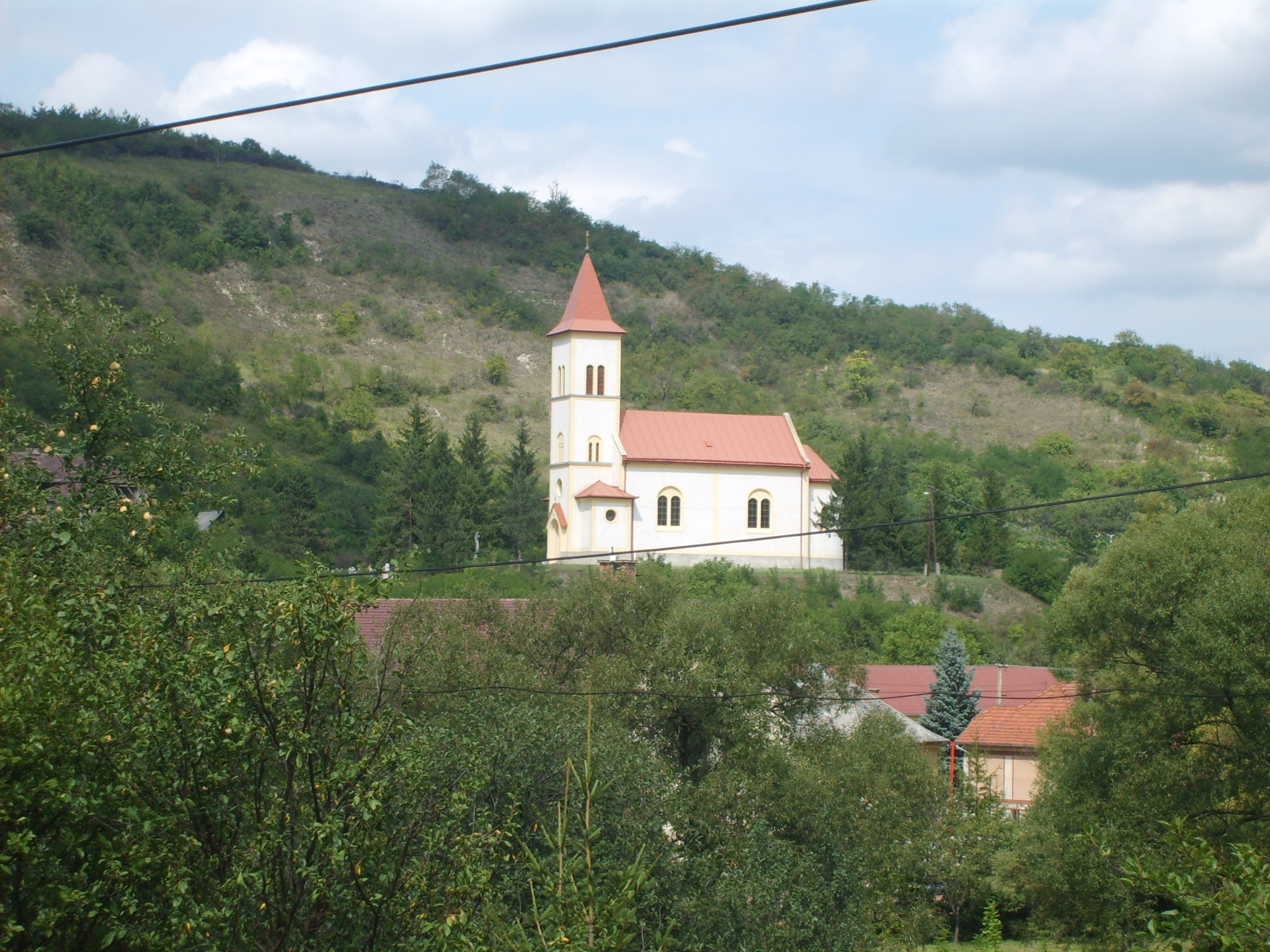
Borsodbóta római katolikus templom

- Ózd. Kaszinó, Ív úti római katolikus templom, Ipari Skanzen, Városrészek templomai.
- Borsodnádasd. Hősi Emlékmű, Római katolikus templom.
- Putnok. Serényi kastély, Gömör Múzeum, Római katolikus templom.
- Arló. Arlói-tó, Tájház, Római katolikus templom, Vadászház.
- Bánréve. Serényi kastély, Római katolikus templom, Hősi Emlékmű.
- Borsodbóta. Római katolikus templom, Kastély.
- Borsodszentgyörgy. Római katolikus templom.
- Bükkmogyorósd. Régi tornácos lakóházak.
- Csernely. Sturmann-kastély, Római katolikus templom.
- Csokvaomány. Római katolikus templom.
- Domaháza. Római katolikus templom.
- Dubicsány. Református templom, Vay János kastélya.
- Farkaslyuk. Bányász Emlékpark.
- Gömörszőlős. Református templom, Tégletornácos lakóházak.
- Hangony. Birinyi-vár, Római katolikus templom.
- Hét. Héti-tó, Református templom.
- Járdánháza. IV. Béla király emlékkápolnája, Római katolikus templom.
- Kelemér. Mohos-tavak, Téglatornácos lakóházak, Tompa Mihály-emlékház.
- Királd. Római katolikus templom.
- Kissikátor. Római katolikus körtemplom.
- Lénárddaróc. Római katolikus templom, Téglatornácos lakóházak.
- Nekézseny. Református templom, Szeleczky Zita színésznő síremléke.
- Sajómercse. Hősi Emlékmű, Római katolikus templom.
- Sajónémeti. Földvár, Római katolikus templom, IV. Béla király emlékkápolna.
- Sajópüspöki. Római katolikus templom.
- Sajóvelezd. Református templom, Tájház.
- Sáta. Fáy kastély, Római katolikus templom.
- Serényfalva. Református templom, Római katolikus templom.
- Uppony. Upponyi-tó, Upponyi-hegység, Damasa-szakadék, Dede vár

## Növényzet és állatvilág
Jellemző növénytársulásai a keménylombú ligeterdők. Az alacsonyabb dombvidéken cseres-tölgyes, a magasabban fekvő részeken pedig gyertyános-tölgyes erdők találhatóak. A Sajó közelében és a Hangony-patak völgyében a magaskórós társulások, a gyapjúsávos láprétek, mocsárrétek és nedves kaszálók fordulnak elő. A talajtakaró változatos. Legjellemzőbb a bemosódásos barna erdőtalaj. A Sajó völgyében adottak a feltételek a mezőgazdasági termeléshez. Jellemzően árpát, búzát, cukorrépát, kukoricát, káposztát és burgonyát termesztenek. A dombvidék magasabban fekvő területein erdőgazdálkodás folyik. Keménylombos erdők, és kisebb részben fenyőfélék találhatóak. A szarvas, őz és vaddisznó állomány jelentős.

## Éghajlat
A kistérség éghajlata mérsékelten hűvös és mérsékelten száraz. A napos órák száma 1850 körül mozog évente. Ebből nyáron 700-750 óra, télen 150-180 óra. Az éves középhőmérséklet: 10 Celsius-fok körüli. Fagymentes napok száma: 165-170.
Éves csapadék mennyisége: 600-700 milliméter között, ennek nagyobb része nyáron hullik. Télen kb. 40-45 napon keresztül borítja összefüggő hótakaró a talajt.

## Külső hivatkozások
- A kistérség honlapja
- Ózdi kistérség